# Hugginstown Fen SAC
Hugginstown Fen SAC este o arie protejată (arie specială de conservare — SAC, sit de importanță comunitară — SCI) din Irlanda întinsă pe o suprafață de 63,9 ha, integral pe uscat.

## Localizare
Centrul sitului Hugginstown Fen SAC este situat la coordonatele 52°25′34″N 7°13′59″W / 52.42618°N 7.233135°V.

## Înființare
Situl Hugginstown Fen SAC a fost declarat sit de importanță comunitară în mai 2003 pentru a proteja un număr necunoscut de specii din flora spontană și fauna sălbatică aflate în arealul zonei. Situl a fost protejat și ca arie specială de conservare în aprilie 2016.

## Biodiversitate
Situată în ecoregiunea atlantică, aria protejată conține 1 habitat natural: Mlaștini alcaline.
La baza desemnării sitului se află un număr nedeclarat de specii protejate.
Pe lângă speciile protejate, pe teritoriul sitului au mai fost identificate 1 specie de păsări, 1 specie de amfibieni, 2 specii de nevertebrate.